# Chorverband Hamburg
Der Chorverband Hamburg e. V. (CVHH) ist einer der 30 Einzelverbände des Deutschen Chorverbandes e. V. Er betreut (Stand April 2023) etwa 111 Mitgliedschöre aller Arten von Chören der Hansestadt und ihrer angrenzenden Gemeinden. In diesen Chören singen zusammen etwa 3.500 aktive Mitglieder.

## Organisation
Das Präsidium arbeitet ehrenamtlich. Derzeit (Stand April 2023) setzt es sich zusammen aus der Präsidentin Angelika Eilers, dem Vizepräsidenten Enno Stöver, der Vizepräsidentin Jennifer Roschmann, der Finanzreferentin Erika Schulz und dem Verbandschorleiter Jonathan Gable. Zum erweiterten Vorstand gehören die Jugendreferentin Ekaterina Klindworth, sowie die fünf Kreisvorsitzenden und die Mitglieder des Musikausschusses John Lehman, Jan Kehrberger, Inka Stubbe, Christoph Schlechter und Susan Lahesalu. Die Verbandszeitschrift Singende Woterkant erscheint dreimal im Jahr mit Informationen aus dem Hamburger Chorgeschehen, zu Stimme und Gesang und rund um den Verein. Die Leitung der Redaktion liegt bei Angelika Eilers.
Der Chorverband Hamburg ist in fünf regionale Kreise unterteilt:
1. westlich der Alster, Leitung komm. Gerhard Pfeiffer
2. östlich der Alster, Leitung Volkmar Grote
3. Bergedorf, Leitung komm. Rainer Gluth
4. Harburg / Wilhelmsburg Leitung Jennifer Roschmann
5. Vier- und Marschlande Leitung Marita Sannmann

## Aufgaben
Der CVH fördert seine Mitgliedschöre durch die Organisation von Kreis- und Landeskonzerten sowie durch Fortbildungs-Veranstaltungen für Sänger und Chorleiter. Er unterstützt die Vorstände der Chöre durch Informationsmaterial und Arbeitstagungen mit wechselnden Themen zur Vereinsarbeit. Er bietet Versicherungsschutz für Chöre und einen GEMA-Rabatt.
Auf der Website des CVH können die Mitgliedschöre ihre Konzerttermine veröffentlichen. Außerdem bietet die Website eine Chorbörse. Hier können unter dem Motto Gesucht – gefunden z. B. Chorleiter neue Chöre suchen -- oder Chöre neue Chorleiter, hier kann nach Instrumenten, Übungslokalen, Noten etc. gesucht werden.
Als eine der wichtigsten Zukunftsaufgaben hat der CVH sich die Förderung der musikalischen Kinder- und Jugendarbeit auf die Fahne geschrieben, die bereits im Kindergarten durch die Verleihung des FELIX belohnt wird – einer Auszeichnung des Deutschen Chorverbandes für hervorragende musikalische Früherziehung.

## Bekannte Chöre des Chorverbands
- Hamburger Knabenchor
- Mädchenchor der Jugendmusikschule Hamburg
- Neuer Knabenchor Hamburg
- Hamburger Liedertafel
- Kodály-Chor Hamburg
- Monteverdi-Chor Hamburg
- De Tampentrekker
- Hamburger Seemannschor
- Heaven can wait